# Ґлембоке (Гнезненський повіт)
Ґлембоке (пол. Głębokie) — село в Польщі, у гміні Кішково Гнезненського повіту Великопольського воєводства.
У 1975-1998 роках село належало до Познанського воєводства.